# Andrzej Gałła
Andrzej Gałła (ur. 17 lutego 1952 we Wrocławiu) – polski aktor teatralny i filmowy.
10 czerwca 1976 zadebiutował w teatrze. Pięć lat później ukończył Studium Aktorskie przy Teatrze Kalambur we Wrocławiu. W 1997 zdał egzamin eksternistyczny (reżyserski).
Masowej publiczności znany jest z roli prezesa Andrzeja Kozłowskiego w serialu komediowym Świat według Kiepskich. Wygrał casting do roli Ferdynanda Kiepskiego, ale ostatecznie rola trafiła do Andrzeja Grabowskiego.

## Teatr
| M.in. - Teatr Kalambur we Wrocławiu: 1979–1981 - Teatr im. Juliusza Osterwy w Gorzowie Wielkopolskim: 1981–1982 - Teatr Lubuski w Zielonej Górze: 1982–1983 - Teatr im. Wilama Horzycy w Toruniu: 1984–1986 - Teatr Współczesny we Wrocławiu: 1986–1991, 1994 - Teatr Muzyczny Capitol we Wrocławiu: 1991, 2000–2003 - Teatr Dramatyczny w Wałbrzychu: 1993–1998 | M.in. - Teatr Muzyczny Capitol we Wrocławiu: 1991, 2001 - Teatr Kalambur we Wrocławiu: 1992 - Teatr Dramatyczny w Wałbrzychu: 1993–1996, 1999 - Teatr Lalki i Aktora w Wałbrzychu: 1996–1997, 2000 - Teatr Muzyczny w Kownie na Litwie: 1997 - Scena Polska w Czeskim Cieszynie: 1998 |

## Filmografia
| Filmy |                                        |                                               |                                                    |
| Rok   | Tytuł                                  | Rola                                          | Uwagi                                              |
| 1984  | Baryton                                |                                               |                                                    |
| 1985  | Sam pośród swoich                      | chłop                                         |                                                    |
| 1999  | O rety, moja babcia ma chłopaka        | Paweł                                         |                                                    |
| 2000  | Gunblast vodka                         | wędkarz                                       |                                                    |
| 2001  | Głośniej od bomb                       | Marian                                        |                                                    |
| 2004  | W dół kolorowym wzgórzem               | kierowca Edek                                 | niewymieniony w napisach                           |
| 2006  | Rzeźnia nr 1                           | Adam Kisała                                   |                                                    |
| 2006  | Beautiful                              | lekarz                                        |                                                    |
| 2008  | Polska Love Serenade                   | Jan Sobieski                                  |                                                    |
| 2008  | Kup teraz                              | ojciec Pauliny                                |                                                    |
| 2008  | Droga do raju                          | kierownik rzeźni                              |                                                    |
| 2008  | Czarny                                 | Czapla                                        |                                                    |
| 2009  | Piotrek the13th                        | ojciec Jeremiego                              |                                                    |
| 2010  | Powiedz prawdę, przecież cię nie biję  | psycholog                                     |                                                    |
| 2010  | Made in Poland                         | pan z okna                                    |                                                    |
| 2010  | Erratum                                | szef złomowiska                               |                                                    |
| 2010  | Belcanto                               | towarzysz Barełkowski                         |                                                    |
| 2011  | Prosto z nieba                         | przedstawiciel rodzin katyńskich              |                                                    |
| 2011  | 80 milionów                            | kolejkowicz                                   |                                                    |
| 2012  | Wręczony zaręczony                     | Norbert, ojciec Katarzyny                     |                                                    |
| 2012  | Lubię mówić z tobą                     |                                               | także producent                                    |
| 2012  | Bez wstydu                             | konduktor                                     |                                                    |
| 2013  | Piotrek the 13th 2                     | ojciec Jeremiego                              |                                                    |
| 2014  | Brzuszek                               | ojciec Kacpra                                 |                                                    |
| 2015  | Welcome homo                           | ojciec Anki i Sebastiana                      |                                                    |
| 2015  | Gimbaza                                | Roman, ojciec Kotlarza                        |                                                    |
| 2016  | Papierowe gody                         | szef Filipa                                   |                                                    |
| 2017  | Sekrety sypialni                       | profesor Zbigniew Tygrys-Młodowicz, seksuolog | film krótkometrażowy                               |
| 2017  | Na układy nie ma rady                  | Zdzisław Omylak                               |                                                    |
| 2018  | Voodoo tata                            | Janusz, ojciec Sebastiana                     |                                                    |
| 2018  | Świrnięty Mikołaj                      | Bronisław, wujek Gosi i Pauliny               | także producent                                    |
| 2018  | Piotrek the 13th III. Dziecku rozmaryn | ojciec Jeremiego                              |                                                    |
| 2018  | Nie taki znowu Święty Mikołaj          | policjant                                     | także producent                                    |
| 2020  | W drodze                               | cień/bezdomny                                 | etiuda szkolna                                     |
| 2020  | Trochę w ciąży                         | ojciec Tadeusza                               |                                                    |
| 2020  | Szachista                              | policjant Boguś                               | film krótkometrażowy                               |
| 2020  | Hirszfeld                              | Ludwik Hirszfeld w latach 40. i 50.           | film dokumentalny, z cyklu „Geniusze i marzyciele” |
| 2021  | Powrót do tamtych dni                  | Włodek, mąż Danki                             |                                                    |
| 2021  | Po miłość / Pour l'amour               | ksiądz Józef Gruszecki                        |                                                    |
| 2022  | Prorok                                 | dyrektor szkoły                               |                                                    |
| 2022  | Kundel                                 |                                               | także producent                                    |
| 2022  | Filip                                  | śpiewak na weselu                             |                                                    |
| 2024  | Lany poniedziałek                      | dziadek                                       |                                                    |

| Produkcje telewizyjne |                                   |                                                          |                                                          |
| Rok                   | Tytuł                             | Rola                                                     | Uwagi                                                    |
| 1984                  | Jak się pozbyć czarnego kota      |                                                          | film telewizyjny                                         |
| 1985                  | Przyłbice i kaptury               | rycerz litewski przeszukujący komnatę posłów krzyżackich | serial telewizyjny, odcinek: 5                           |
| 1991                  | Co u pana słychać?                |                                                          | spektakl telewizyjny                                     |
| 1993                  | Magneto                           | jubiler                                                  | film telewizyjny                                         |
| 1993                  | Frankenstein                      | oberżysta                                                | film telewizyjny                                         |
| 2000                  | Świat według Kiepskich            | dostawca nagrody                                         | serial telewizyjny, odcinek: 67                          |
| 2000                  | Czarodziejskie krzesiwo           | kupiec                                                   | spektakl telewizyjny                                     |
| 2001                  | Przemiana 1999                    | pacjent                                                  | spektakl telewizyjny                                     |
| 2002                  | Świat według Kiepskich            | Maciej                                                   | serial telewizyjny, odcinek: 120                         |
| 2002–2003             | Gorący temat                      | Ireneusz Mielski, prezydent Wrocławia                    | serial telewizyjny, odcinki: 9, 10, 12, 14-16            |
| 2003                  | Królowa chmur                     | kierowca tira podwożący „Mimi”                           | film telewizyjny, z cyklu „Święta polskie”               |
| 2003                  | Świat według Kiepskich            | Waldemar Burczyk                                         | serial telewizyjny, odcinek: 139                         |
| 2003                  | Świat według Kiepskich            | przedstawiciel NIK Szymon Grucha                         | serial telewizyjny, odcinek: 144                         |
| 2003                  | Świat według Kiepskich            | producent jaj Rajmund Szajs-Dzidziuszkiewicz             | serial telewizyjny, odcinek: 148                         |
| 2004                  | Świat według Kiepskich            | dzielnicowy                                              | serial telewizyjny, odcinek: 167                         |
| 2004                  | Świat według Kiepskich            | pan Kozłowski                                            | serial telewizyjny, odcinek: 171                         |
| 2004                  | Stacyjka                          | Miłosz Nowicki, właściciel hurtowni i karczmy „Hubertus” | serial telewizyjny, odcinki: 1-9, 12                     |
| 2004                  | Fala zbrodni                      | Wacław Barczyk                                           | serial telewizyjny, odcinek: 11                          |
| 2004                  | Pierwsza miłość                   | kierownik budowy                                         | serial telewizyjny                                       |
| 2004–2005             | Oficer                            | Otyły                                                    | serial telewizyjny                                       |
| 2004–2006             | Bulionerzy                        | Józef Młotkowski                                         | serial telewizyjny, odcinki: 13, 14                      |
| 2005–2006             | Boża podszewka II                 | człowiek z MOS                                           | serial telewizyjny, odcinek: 10                          |
| 2005–2006             | Warto kochać                      | Felicjan Kłaptocz, burmistrz Rajska                      | serial telewizyjny, odcinki: 1-9, 12-22, 25-27           |
| 2005                  | Świat według Kiepskich            | prezes Kozłowski                                         | serial telewizyjny, odcinek: 196                         |
| 2005                  | Świat według Kiepskich            | redaktor Marek Prądzik                                   | serial telewizyjny, odcinek: 237                         |
| 2005                  | Szanse finanse                    | prezes Antoni Szostak                                    | serial telewizyjny, odcinki: 5, 8                        |
| 2005                  | Na dobre i na złe                 | szef Kusego, prezes firmy farmaceutycznej                | serial telewizyjny, odcinek: 242                         |
| 2006                  | Magiczne drzewo                   | taksówkarz                                               | serial telewizyjny, odcinek: 6                           |
| 2006                  | Apetyt na miłość                  | Stanisław Baranowski, właściciel mieszkania              | serial telewizyjny, odcinki: 1, 4                        |
| 2007                  | Świat według Kiepskich            | Kozłowski                                                | serial telewizyjny, odcinki: 261, 276                    |
| 2008                  | Świat według Kiepskich            | majster Jerzy Wciurak                                    | serial telewizyjny, odcinek: 305                         |
| 2008                  | Golgota wrocławska                | archiwista                                               | spektakl telewizyjny                                     |
| 2009                  | Rajskie klimaty                   | nauczyciel Felicjan Kłaptocz                             | serial telewizyjny                                       |
| 2009–2021             | Świat według Kiepskich            | prezes Kozłowski                                         | serial telewizyjny                                       |
| 2010                  | Usta usta                         | właściciel zakładu pogrzebowego                          | serial telewizyjny, odcinek: 14                          |
| 2010                  | Hotel 52                          | polityk Sławomir Markiewicz                              | serial telewizyjny, odcinek: 15                          |
| 2011                  | Plebania                          | ksiądz Kazimierz                                         | serial telewizyjny                                       |
| 2011                  | Głęboka woda                      | sprzedawca warzyw                                        | serial telewizyjny, odcinek: 4, niewymieniony w napisach |
| 2012–2013             | Przepis na życie                  | kursant Staś                                             | serial telewizyjny, odcinki: 43, 46, 48                  |
| 2014                  | Wielka płyta 1972–2018            | Pan Bronek, fordanser, teść Pikusia                      | widowisko telewizyjne                                    |
| 2017                  | Na dobre i na złe                 | Roman, mąż Heleny                                        | serial telewizyjny, odcinek: 690                         |
| 2017                  | Sprawiedliwi – Wydział Kryminalny | burmistrz Niecierpek                                     | serial telewizyjny, odcinki: 109, 110                    |
| 2018                  | Lombard. Życie pod zastaw         | pan Franciszek, zawodowy szachista                       | serial telewizyjny                                       |
| 2019                  | Świat według Kiepskich            | Lord Kozioł herbu Stary Cap                              | serial telewizyjny, odcinek: 553                         |
| 2019–2020             | Zameldowani                       | Ariel, ojciec Marcela                                    | serial telewizyjny, odcinki: 13, 17, 29-31, 33-43        |
| 2020                  | Sprawiedliwi – Wydział Kryminalny | Mirosław Stopka                                          | serial telewizyjny, odcinek: 441                         |
| 2022                  | Ojciec Mateusz                    | Jerzy Pelaś „Adler”                                      | serial telewizyjny, odcinek: 347                         |
| 2022                  | Erynie                            | dozorca                                                  | serial telewizyjny, odcinek: 11                          |
| 2022                  | Behawiorysta                      | woźny w szkole                                           | serial telewizyjny, odcinek: 1                           |

### Teledyski
- Afro Kolektyw – „Gramy dalej”